# Irena Šádková
Irena Šádková, née le 8 décembre 1969, est une coureuse de fond tchèque. Elle est quadruple championne de République tchèque de course en montagne.

## Biographie
Commençant la course à pied durant son enfance, Irena s'engage sérieusement dans la course de fond à dix-sept ans après un entraînement avec Zdeněk Hajný et la marathonienne Dana Kelnarová. Elle démontre d'emblée de bons résultats en cross-country ainsi que sur piste. Rejoignant le club sportif d'Ostrava, elle suit alors l'entraînement d'Emil Moudrý. Le volume ne lui convient pas et elle se blesse aux deux tendons d'Achille. La convalescence ne se passe pas bien et Irena souffre de tendinites récurrentes. En 1992, elle entre à l'université Comenius de Bratislava dans la faculté d'éducation physique et du sport. Elle décide d'arrêter la compétition. Ce n'est que quelques années plus tard, après avoir terminé ses études, s'être mariée et avoir donné naissance à sa fille, qu'elle se remet à la course à pied, encouragée par son mari.
Le 30 mai 1998, Irena s'essaie à sa première course en montagne en prenant le départ de la Běh na Radhošť. Elle termine deuxième derrière Alena Peterková qui signe le record du parcours. Elle décroche ensuite la médaille d'argent aux championnats de République tchèque de course en montagne derrière Dita Hebelková et remporte son premier titre de la discipline l'année suivante. Elle est sélectionnée pour le Trophée européen de course en montagne à Bad Kleinkirchheim et décroche son meilleur résultat avec la septième place.
Annoncée comme favorite aux championnats de République tchèque de semi-marathon 2003, Irena assume son rôle et domine la course. Terminant avec deux minutes trente d'avance sur Radka Churaňová, elle remporte son premier titre national sur la distance après deux médailles d'argent et une de bronze. Le 9 août, elle doit faire face à Michaela Mannová, championne nationale en titre du 5 000 mètres et vice-championne d'Europe espoirs du 3 000 mètres steeple, lors des championnats de République tchèque de course en montagne. Peu impressionnée par sa rivale, Irena mène la course de bout en bout et s'impose avec 45 secondes d'avance sur sa rivale pour remporter son troisième titre de la discipline,.
Le 9 juillet 2006, elle bénéficie du fait que les championnats d'Europe de course en montagne se déroulent à domicile à Úpice pour prendre le départ dans de bonnes conditions. Tandis que sa compatriote Anna Pichrtová domine la course, Irena pointe en septième position dans le deuxième tour. Elle chute dans une descente technique et termine dixième juste derrière Iva Milesová. Le trio remporte la médaille d'argent au classement par équipes, deux points derrière l'Italie. Déçue que sa chute ne leur a pas fait remporter l'or, Irena songe à abandonner sa place au Trophée mondial de course en montagne à Bursa. Encouragée par ses coéquipières, elle s'y rend et termine à la treizième place. Le même trio remporte à nouveau la médaille d'argent au classement par équipes,.
Le 8 août 2009, elle remporte à quarante ans son quatrième titre national de course en montagne, 10 ans après le premier.

## Palmarès

### Route
| Année | Compétition                                         | Lieu          | Place | Épreuve       | Temps           |
| ----- | --------------------------------------------------- | ------------- | ----- | ------------- | --------------- |
| 1999  | Semi-marathon de Domažlice                          | Domažlice     | 2e    | Semi-marathon | 1 h 20 min 46 s |
| 1999  | Semi-marathon de Haarlem                            | Haarlem       | 4e    | Semi-marathon | 1 h 17 min 15 s |
| 1999  | Hornická desítka                                    | Frýdek-Místek | 2e    | 10 kilomètres | 34 min 59 s     |
| 2000  | Haagse Beemden Loop                                 | Bréda         | 4e    | 15 kilomètres | 53 min 39 s     |
| 2000  | Semi-marathon de Domažlice                          | Domažlice     | 1re   | Semi-marathon | 1 h 16 min 31 s |
| 2000  | Voorthuizen Loopt                                   | Voorthuizen   | 3e    | 10 kilomètres | 34 min 44 s     |
| 2001  | Semi-marathon de Kempten                            | Kempten       | 2e    | Semi-marathon | 1 h 19 min 37 s |
| 2001  | Semi-marathon de Deurne                             | Deurne        | 3e    | Semi-marathon | 1 h 19 min 2 s  |
| 2003  | Championnats de République tchèque de semi-marathon | Domažlice     | 1re   | Semi-marathon | 1 h 19 min 40 s |
| 2006  | Hornická desítka                                    | Frýdek-Místek | 3e    | 10 kilomètres | 35 min 50 s     |

### Course en montagne
| no  | féminin       | Course                                                   | Longueur | Départ         | Temps          |
| --- | ------------- | -------------------------------------------------------- | -------- | -------------- | -------------- |
| 63e | Médaille d'or | Championnats de République tchèque de course en montagne | 8,6 km   | 14 août 1999   | 40 min 35 s    |
| 7e  | 7e            | Trophée européen de course en montagne                   | 9,4 km   | 28 août 1999   | 1 h 0 min 11 s |
| 61e | Médaille d'or | Championnats de République tchèque de course en montagne | 8,6 km   | 10 août 2002   | 40 min 51 s    |
| 10e | 10e           | Championnats d'Europe de course en montagne              | 8,0 km   | 6 juillet 2003 | 46 min 38 s    |
| 29e | Médaille d'or | Championnats de République tchèque de course en montagne | 8,6 km   | 9 août 2003    | 41 min 16 s    |
| 10e | 10e           | Championnats d'Europe de course en montagne              | 7,74 km  | 9 juillet 2006 | 44 min 55 s    |
| 40e | Médaille d'or | Championnats de République tchèque de course en montagne | 8,6 km   | 8 août 2009    | 42 min 34 s    |

## Records
| Épreuve              | Performance     | Date              | Lieu          |
| -------------------- | --------------- | ----------------- | ------------- |
| 3 000 mètres         | 9 min 55 s 20   | 11 juin 2000      | Turnov        |
| 5 000 mètres         | 17 min 25 s 63  | 21 septembre 2002 | Prague        |
| 10 000 mètres        | 35 min 36 s 22  | 11 juillet 2003   | Olomouc       |
| 3 000 mètres steeple | 11 min 5 s 73   | 7 septembre 2003  | Liberec       |
| 5 kilomètres         | 17 min 42 s     | 15 juillet 2006   | Karviná       |
| 10 kilomètres        | 34 min 10 s     | 17 juin 2000      | Rijsbergen    |
| 15 kilomètres        | 53 min 21 s     | 21 novembre 1999  | 's-Heerenberg |
| Semi-marathon        | 1 h 16 min 28 s | 27 mars 1999      | La Haye       |